# Carnisser negre
El carnisser negre (Melloria quoyi) és una espècie d'ocell de la família dels artàmids (Artamidae) i única espècie del gènere Melloria (Mathews. 1912)

## Hàbitat i distribució
Habita boscos i manglars a les illes Aru, Waigeo, Salawati, Misool, Nova Guinea, incloent les illes Yapen, costes i illes del nord i nord-est d'Austràlia.